# العلاقات الساموية الهايتية
العلاقات الساموية الهايتية هي العلاقات الثنائية التي تجمع بين ساموا وهايتي.

## مقارنة بين البلدين
هذه مقارنة عامة ومرجعية للدولتين:
| وجه المقارنة                                              | ساموا                        | هايتي                                |
| --------------------------------------------------------- | ---------------------------- | ------------------------------------ |
| المساحة (كم2)                                             | 2.84 ألف                     | 27.75 ألف                            |
| عدد السكان (نسمة)                                         | 196.44 ألف                   | 10.98 مليون                          |
| الكثافة السكانية (ن./كم²)                                 | 69.17                        | 395.68                               |
| العاصمة                                                   | أبيا                         | بورت أو برانس                        |
| اللغة الرسمية                                             | لغة إنجليزية، اللغة الساموية | لغة فرنسية، اللغة الكريولية الهايتية |
| العملة                                                    | تالا ساموي                   | جوردة هايتية                         |
| الناتج المحلي الإجمالي (بليون دولار)                      | 856.63 مليون                 | 8.41 مليار                           |
| الناتج المحلي الإجمالي (تعادل القوة الشرائية) بليون دولار | 1.15 مليار                   | 18.82 مليار                          |
| الناتج المحلي الإجمالي الاسمي للفرد دولار أمريكي          | 3.94 ألف                     | 818                                  |
| الناتج المحلي الإجمالي للفرد دولار أمريكي                 | 5.79 ألف                     | 1.73 ألف                             |
| مؤشر التنمية البشرية                                      | 0.702                        | 0.483                                |
| رمز المكالمات الدولي                                      | +685                         | +509                                 |
| رمز الإنترنت                                              | .ws                          | .ht                                  |
| المنطقة الزمنية                                           | ت ع م+13:00                  | 00                                   |

## منظمات دولية مشتركة
يشترك البلدان في عضوية مجموعة من المنظمات الدولية، منها:
| علم المنظمة | اسم المنظمة                                 | تاريخ انضمام ساموا | تاريخ انضمام هايتي |
| ----------- | ------------------------------------------- | ------------------ | ------------------ |
|             | منظمة الشرطة الجنائية الدولية               | ?                  | ?                  |
|             | منظمة التجارة العالمية                      | ?                  | ?                  |
|             | البنك الدولي للإنشاء والتعمير               | 28 يونيو 1974      | 8 سبتمبر 1953      |
|             | منظمة حظر الأسلحة الكيميائية                | ?                  | ?                  |
|             | مؤسسة التنمية الدولية                       | 28 يونيو 1974      | 13 يونيو 1961      |
|             | الأمم المتحدة                               | 15 ديسمبر 1976     | 24 أكتوبر 1945     |
|             | يونسكو                                      | 3 أبريل 1981       | 18 نوفمبر 1946     |
|             | الاتحاد البريدي العالمي                     | ?                  | ?                  |
|             | المركز الدولي لتسوية المنازعات الاستشارية   | 25 مايو 1978       | 26 نوفمبر 2009     |
|             | مؤسسة التمويل الدولية                       | 28 يونيو 1974      | 20 يوليو 1956      |
|             | مجموعة دول أفريقيا والكاريبي والمحيط الهادئ | ?                  | ?                  |
|             | الاتحاد الدولي للاتصالات                    | 7 أكتوبر 1988      | 10 أكتوبر 1927     |
|             | تحالف الدول الجزرية الصغيرة                 | ?                  | ?                  |
|             | وكالة ضمان الاستثمار متعدد الأطراف          | 27 سبتمبر 2002     | 11 ديسمبر 1996     |

## وصلات خارجية
- موقع وزارة الخارجية الهايتية